# Colorado 14ers 2006-2007
La stagione 2006-07 dei Colorado 14ers fu la 1ª nella NBA D-League per la franchigia.
I Colorado 14ers arrivarono secondi nella Western Division con un record di 28-22. Nei play-off vinsero il primo turno con gli Albuquerque Thunderbirds (1-0), la semifinale con gli Idaho Stampede (1-0), perdendo poi la finale con i Dakota Wizards (1-0).

## Roster
| N° | Naz.                   | Ruolo | Sportivo          | Anno | Alt. | Peso |
| -- | ---------------------- | ----- | ----------------- | ---- | ---- | ---- |
|    | Stati Uniti (bandiera) | G     | Jason McKrieth    | 1983 | 193  | 95   |
|    | Porto Rico (bandiera)  | C     | Manuel Narváez    | 1981 | 208  | 109  |
| 5  | Stati Uniti (bandiera) | A     | Bakari Hendrix    | 1977 | 203  | 104  |
| 7  | Stati Uniti (bandiera) | A     | P.J. Tucker       | 1985 | 196  | 102  |
| 8  | Stati Uniti (bandiera) | C     | Mark Jones        | 1975 | 198  | 98   |
| 9  | Stati Uniti (bandiera) | AC    | Elton Brown       | 1983 | 206  | 113  |
| 10 | Stati Uniti (bandiera) | A     | Lou Amundson      | 1982 | 206  | 102  |
| 11 | Stati Uniti (bandiera) | G     | Pooh Jeter        | 1983 | 180  | 79   |
| 14 | Stati Uniti (bandiera) | A     | Rick Rickert      | 1983 | 211  | 98   |
| 15 | Stati Uniti (bandiera) | G     | Antoine Hood      | 1983 | 193  | 91   |
| 16 | Serbia (bandiera)      | C     | Mile Ilić         | 1984 | 216  | 104  |
| 19 | Stati Uniti (bandiera) | A     | Mike Harris       | 1983 | 198  | 109  |
| 21 | Stati Uniti (bandiera) | A     | Mo Charlo         | 1983 | 201  | 95   |
| 21 | Stati Uniti (bandiera) | G     | Eric Osmundson    | 1983 | 196  | 91   |
| 22 | Stati Uniti (bandiera) | G     | Von Wafer         | 1985 | 196  | 95   |
| 24 | Stati Uniti (bandiera) | G     | Julius Hodge      | 1983 | 201  | 95   |
| 32 | Stati Uniti (bandiera) | G     | Tony Bobbitt      | 1979 | 193  | 86   |
| 33 | Serbia (bandiera)      | C     | Mile Ilić         | 1984 | 216  | 104  |
| 50 | Stati Uniti (bandiera) | C     | Chad Bell         | 1982 | 213  | 122  |
| 98 | Stati Uniti (bandiera) | A     | Terrence Crawford | 1982 | 198  | 104  |

## Staff tecnico
- Allenatore: Joe Wolf
- Vice-allenatore: Kent Davison
- Preparatore atletico: Mark Morrissey